# Korsö, Sandhamn

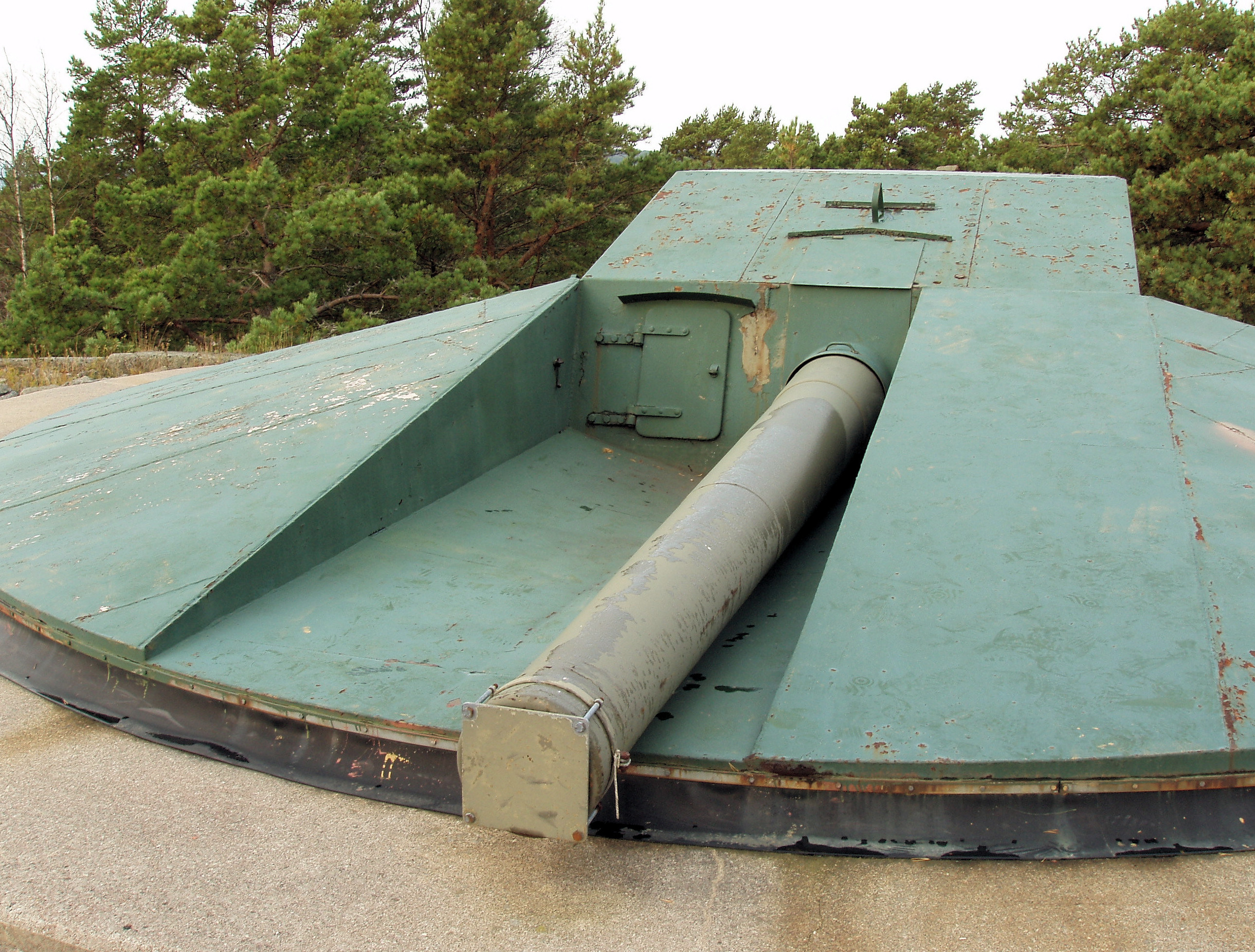
2. pjäs på Batteri Korsö, en 15,2 cm m/98-36

Korsö är en ö och ett militärt skyddsområde och ligger i närheten av Sandhamn i Stockholms ytterskärgård.

## Fyren
På ön finns en fyr, kallad Korsö torn, som började byggas 1753 och tändes 1 september 1757. Den fick en ny lanternin som monterades 1768. Fyr och fyrapparat byggdes om ett antal gånger och 1869 ersattes fyrlyktorna av en lins. Fyren togs slutligen ur drift 1882. Under 1900-talet har tornet till exempel fungerat som utkiksplats för bland annat ubåtsskyddskompanier.
Fyrtornet är statligt byggnadsminne sedan den 25 januari 1935.
Korsö torn representerar den första generationen arkitektritade fyrar som uppfördes runt våra kuster kring mitten av 1700-talet. Som sådan har tornet ett stort kulturhistoriskt värde. År 1753 beslutade Kungl. Maj:t, att en ny fyr av sten skulle uppföras på Korsö som ersättning för flera tidigare båkar som funnits på ön. Året efter tog Amiralitetskollegiet fram ett kontraktsförslag på en ny fyr och ett bostadshus i sten. Den nya fyren och bostadshuset stod klara och besiktigades 1756 och året efter tändes fyren. Fyrtornet ritades av J.P. Eckermann och uppfördes av sprängd gråsten till en höjd av 23 meter. Den försågs med en lanternin innehållande två spegellyktor, som på kvällen drogs ut på var sida av lanterninen för att vändas fram och åter med hjälp av ett urverk. Detta var en uppfinning, som gav ett blinkande fyrsken med en speciell karaktär.
Uppgifter finns att arkitekterna Carl Hårleman och Carl Johan Cronstedt skulle ha stått för ritningarna till Korsö torn. Hårleman, som var influerad av tidens livaktiga fyrbyggnadsverksamhet i Frankrike och England, ritade 1750 fyrbåkar i sten för bland annat Korsö och Utö. Dessa ritningar skulle även tjäna som typritningar vid uppförandet av nya fyrar i landet. I vilken utsträckning ritningarna användes vid byggandet av fyrtornet på Korsö är dock inte klarlagt.
År 1768 slog blixten ned i fyren och lanterninen med fyrapparaterna förstördes. Ganska snart kom dock nya och större lyktor på plats enligt samma princip som tidigare. Kronan köpte fyrplatsen 1833 och tog även över driften av anläggningen. År 1847 byggdes tornkrönet om och en ny roterande spegelapparat sattes in. Dessutom byggdes ett nytt och större bostadshus. Det gamla bostadshuset användes därefter som uthus. Byggnaden står kvar och är till det yttre fortfarande oförändrad, bland annat finns de ursprungliga små fönstren kvar. Sedan ett nytt kombinerat fyr- och bostadshus tillkommit 1882 vid det närliggande Sandhamn, ansågs fyren på Korsö som onödig och släcktes samma år.
Fyrapparaten och lanterninen plockades ner och flyttades till Huvudskärs nya fyrplats. Fyrtornet fick då stå kvar som sjömärke. Under andra världskriget användes tornet för bevakning. Högst upp tillkom en våning i betong med en öppen plattform för utkiksplatsen. Förvaltningen av byggnaden överfördes 1969 från Sjöfartsverket till Fortifikationsförvaltningen – senare Fortifikationsverket. Under 1980-talet tillkom en glasad påbyggnad för tornets fortsatta funktion i ubåtsförsvaret.

## Batteri Korsö
På ön har det funnits två artilleribatterier, Batteri Korsö med beteckningen KO och Batteri Korsöhals med beteckningen KH som tillsammans med batterierna på Skarp-Runmarn och Vindö-Skarpö utgjorde Spärren Korsö och var en del av Havsbandslinjen. Batteri Korsö var utrustat med fyra pjäser av typ 15,2 cm kanon m/98-36, två pjäser som färdigställdes 1937 och sedan ytterligare två som var klara 1942. Pjäserna stod i öppna pjäsbrunnar som i slutet av andra världskriget täcktes av ett napalmskydd av plåt med säreget utseende. Batteriet skyddades av fyra stycken 40 mm luftvärnskanoner, också de i värn. Batteri Korsöhals bestod av tre stycken 57 mm kanoner (senare utbytta mot 75 mm kanoner). Spärrbataljonen utgick 1992 och avvecklades 2004. Korsö har även varit amfibiebataljonens (från Vaxholms kustartilleriregemente och senare Amfibieregementet) ytterförläggning.

## Skyddsobjekt
Waxholmsbolaget, Strömma Kanalbolaget och vissa taxibåtar har tillstånd från länsstyrelsen att lägga till vid kajen i väntan på kommande avgångar.